# Gajana (Chorwacja)
Gajana (wł. Gaiana) – wieś w Chorwacji, w żupanii istryjskiej, w mieście Vodnjan. W 2011 roku liczyła 172 mieszkańców.